# 神々廻
神々廻（ししば）は、千葉県白井市の大字。郵便番号は270-1416。

## 地理
白井市中東部に位置する。西縁を神崎川が流れる。北で平塚、東で十余一、南で清戸、南西で神崎川を跨いで船橋市小室町、西で神崎川を跨いで白井、北西で河原子と隣接する。難読地名の1つとされる。

## 世帯数と人口
2017年（平成29年）10月31日現在の世帯数と人口は以下の通りである。
| 大字   | 世帯数  | 人口  |
| ------ | ------- | ----- |
| 神々廻 | 499世帯 | 975人 |

## 小・中学校の学区
市立小・中学校に通う場合、学区は以下の通りとなる。
| 番地 | 小学校                 | 中学校             |
| ---- | ---------------------- | ------------------ |
| 一部 | 白井市立白井第一小学校 | 白井市立白井中学校 |
| 一部 | 白井市立桜台小学校     | 白井市立桜台中学校 |

## 交通

### 鉄道
地内には鉄道は通っていない。

### バス
- 白井市循環バス
  - 東ルート（福祉センター・千葉ニュータウン中央駅ルート）[5][6]
    - （白井市役所） - 神々廻坂下 - 市民プール - 白井運動公園 - 市民プール - 高橋植物園 - 白井オートボディー前 - 白井車庫 - 十余一平塚道 - （千葉ニュータウン中央駅北口） - 神々廻下 - 神々廻木戸入口 - 神々廻みどりや - 神々廻坂下 - （白井市役所）
- ちばレインボーバス
  - 白井線（西船橋駅 - 白井車庫ルート・白井駅 - 白井車庫ルート）
  - 鎌ヶ谷線（五香駅東口 - 白井車庫ルート・鎌ヶ谷市役所 - 白井車庫ルート）
    - 該当するバス停は、4ルート共通（白井車庫 - 神々廻木戸 - 神々廻 - 神々廻坂下）

### 道路
- 千葉県道59号市川印西線
- 千葉県道189号千葉ニュータウン北環状線

## 施設
- 白井運動公園
- 白井市民プール
- 神々廻霊園
- 鳥見神社
- 駒形神社
- 浅間神社
- 神宮寺
- 船橋カントリークラブ（一部）
- ちばレインボーバス・白井車庫